# Agbogbo -Za
Agbogbo za est une fête historique des Ewé qui marque la commémoration de l'exode du peuple Ewé au XVIIe siècle depuis Notsé. 

## Histoire
Agbogbo za tire son nom du mur de Notsè une enceinte sacrée. Cependant Notsè n'était pas l'origine véritable des Ewé mais une ancienne ville historique de leur immigration depuis l'Égypte vers l'Afrique de l'Ouest de nos jours. Le peuple Ewé regroupe les guin, les mina, les kotafon, les Fon, les Anlo, les Adja et les Ewé. Les Ewé encore appelé Hamu ou Amu ont émigré depuis l'est de l'Afrique pour s'installer définitivement en Afrique de l'Ouest dans quatre pays, à savoir : le Nigeria, le Bénin, le Ghana et le Togo. Dans leur déplacement ils campèrent successivement en empire du Ghana, à Oyo au Nigeria puis à Tado au Togo qui est le reflet de Adja Tado de Babylone où ils avaient vécu (actuel Irak). Les Ewé au XIIIe siècle se sont éparpillés en Afrique de l'Ouest et une partie quitta Tado sous Togbui Ewenya soutenu par ses frères guerrier comme Togbui Tegli pour séjourner à Notsè.
L'ancienne ville de Notsè sous le roi, Togbui Agokoki a accueilli ses frères Ewé avant leur Exode vers le sud Togo et le sud est du Ghana. L'histoire liée au départ des Ewé a Notsè est dû à la recherche de liberté et à la recherche de souveraineté du peuple. Et en honneur de cette ville qui a accueilli une partie des Ewé et ceux qui vivent toujours à Notsè impose cette fête cérémoniale Agbogbo za. 
Agbogbo za est célébré en septembre de chaque année.